# Miejska Wola (Lidzbark Warmiński)
Pour les articles homonymes, voir Miejska Wola.
Miejska Wola est un village polonais de la voïvodie de Varmie-Mazurie, dans le powiat de Lidzbark.